# 枚举器
枚举器是图灵机的一种变种。它和图灵机的工作原理类似，但它不需要接受输入，一旦开始运行后就不停地在纸带上打印出一个一个的字符串。可以把它看作是一种带打印机的图灵机。枚举器E所打印出的字符串的集合称为该枚举器的语言，记作{\displaystyle L(E)}。
注意：
- {\displaystyle L(E)}可能是无限集合，这种情况下{\displaystyle E}将永不停机。
- 枚举器{\displaystyle E}可以以任意的顺序枚举语言{\displaystyle L(E)}，而且可能多次重复地打印出{\displaystyle L(E)}中的同一个串。